# Guelph
Guelph är en stad i Wellington County i sydvästra Ontario i Kanada. Invånarna uppgick 2011 till 121 688 i antalet.

### Fotnoter
1. ↑  ”Census Profile” (på engelska). Statistics Canada. 13 mars 2011. http://www12.statcan.gc.ca/census-recensement/2011/dp-pd/prof/details/page.cfm?Lang=E&Geo1=CSD&Code1=3523008&Geo2=CD&Code2=3523&Data=Count&SearchText=guelph&SearchType=Begins&SearchPR=01&B1=All&Custom=. Läst 3 februari 2014.